# Monte Roberto
Monte Roberto là một đô thị ở tỉnh Ancona trong vùng Marche, nằm cách 35 km về phía tây nam của Ancona. Tại thời điểm ngày 31 tháng 12 năm 2004, đô thị này có dân số 2.637 và diện tích là 13.5 km².
Monte Roberto giáp các đô thị sau: Castelbellino, Cupramontana, Jesi, Maiolati Spontini, San Paolo di Jesi.